# Chebzí
Chebzí (niem. Hollunder) – wieś, część gminy Písečná, położona w kraju ołomunieckim, w powiecie Jesionik, w Czechach.